# Ove Christensen (fodboldtræner)
 Der er flere personer med dette navn, se Ove Christensen.
Ove Christensen (født 26. marts 1950) er en dansk fodboldtræner, der er ansat i trænerstaben i Akademisk Boldklub.
Han har tidligere været cheftræner for FC Hjørring, Randers FC, Vejle B, Viborg FF, Akademisk Boldklub, Danmark U-18, Nørresundby Boldklub, Fortuna Hjørring, Brønderslev IF og Vrå/Børglum IF.

## Karriere

### 1990'erne
Ove Christensen startede som træner for Vrå/Børglum IF og senere Brønderslev IF. Debut som divisionstræner med 3. divisionsholdet Nørresundby Boldklub, som han i 1992 førte op i Kvalifikationsligaen, blandt Danmarks 16 bedste hold. Senere kom han til Fortuna Hjørring, som han gjorde til dansk mester i kvindefodbold i 1994.
I 1995 blev han cheftræner i Viborg FF. Det var han frem til 1999, hvorefter han blev U/18-landstræner.

### 00'erne
Viborg
I 2000 blev han cheftræner i AGF og var efterfølgende cheftræner i AB fra 2001-2003. Derefter vendte han tilbage til Viborg FF, hvor han havde stor succes, indtil han i juli 2006 blev fyret, efter ledelsen i Viborg FF fandt nogle udtalelser i pressen illoyale.
Vejle
I april 2007 fik Ove Christensen comeback i Superligaen, da han afløste Kim Poulsen som cheftræner i Vejle Boldklub. Ove Christensen var ved sin tiltræden i forårssæsonen 2007 tæt på at redde klubben fra nedrykning i Superligaen og gjorde sidenhen Vejle Boldklub til den pointmæssigt mest suveræne oprykker fra 1. division i dansk fodbolds historie.
Lykken skulle dog vende i sæsonen 2008/2009, hvor Vejle ikke leverede de ventede resultater. Efter ankomsten af stærke spillere som Brian Priske, Allan Olesen, Rasmus Würtz, Allan Gaarde, Baba Collins, Martin Pedersen og Ibrahim Salou forventede VB stabile resultater i Superligaen. Men den 17. marts 2009 havde VB indledt forårssæsonen med tre skuffende uafgjorte resultater og havde ikke vundet i 16 kampe i træk. Konsekvensen blev, at Ove Christensen blev afskediget.
Randers
Han kom til Randers FC den 7. oktober 2009, hvor han overtog et stærkt nedrykningstruet hold.. Holdet klarede sig fri af nedrykning og Ove Christensen blev belønnet med en kontraktforlængelse og blev kåret som årets træner i dansk fodbold 2010. I den efterfølgende sæson måtte Ove Christensen dog forlade trænerposten i Randers midt i forårssæsonen, da Randers-ledelsen igen frygtede nedrykning. Randers rykkede efterfølgende ned med deres nye træner.
Han sluttede sæsonen 2010/11 af i FC Hjørring, hvor han var cheftræner i de sidste to måneder, og var med til at redde klubben i 1. division. Han afviste efterfølgende en kontraktforlængelse med den nordjyske klub.
Viborg og Vendsyssel
Efter det korte ophold i Hjørring blev Ove Christensen ny træner i Viborg, hvor han var i knap tre sæsoner. Den 31. januar 2014 meddelte Viborg FF, at Ove Christensen var blevet sygemeldt på ubestemt tid, på grund af et alvorligt skadet knæ. Senere forlod han klubben helt. I sommeren 2014 indgik han en aftale om at blive træner for Vendsyssel FF i 1. Division. I april 2016 forlod han Vendsyssel efter en række dårlige resultater.
Akademisk Boldklub
Den 12. januar 2017, meddelte Akademisk Boldklub at de havde ansat Ove i trænerstaben i klubben.